# Кдошим
Недельная глава Кдоши́м (Кедошим) (др.-евр. קְדֹשִׁים‬ — «Святые») — 30-я глава Торы (параша) и 7-я глава книги Ваикра. Своё название получила по первому значимому слову текста, содержит стихи с 19:1 по 20:27.

## Краткое содержание главы Кдошим
В главе перечисляются запрещающие и побуждающие заповеди: почитание родителей (19:3), Шаббат (19:3, 19:30), запрет идолопоклонства (19:4), жертвоприношение, запрет кражи (19:11 и 19:13) и лжесвидетельства (19:12 и 19:15), заповеди отношений с окружающими («Возлюби ближнего, как самого себя» 19:18, «Пришельца не притесняй» 19:33), шаатнез (19:19) и орла (19:23), законы семейной чистоты (19:20), запрет килаим (19:19), бритья виска, гадания, шрамирования, татуировок.
Тора запрещает поклоняться Молоху, гадать, заниматься некромантией, непочтительно относиться к родителям. Раскрывает законы семейной чистоты, в частности — запрет прелюбодеяния, кашрута и наказания за нарушения.

## Афтара
В Шаббат, после недельного раздела читается дополнительный отрывок: в ашкеназских общинах — из книги пророка Амоса (9:7-15), в сефардских и итальянских общинах — из книги Йехезкеля (20:1-20).